# Pleurospermum heterosciadium
Pleurospermum heterosciadium är en flockblommig växtart som beskrevs av H.Wolff. Pleurospermum heterosciadium ingår i släktet piplokor, och familjen flockblommiga växter. Inga underarter finns listade i Catalogue of Life.